# Anthony Fayos
Anthony Fayos, né le 28 octobre 1986 à Montpellier, est un footballeur français international de beach soccer.

## Biographie

### Football à 11
Lors de la saison 2009-2010 sous les couleurs de l'AS Lattoise, Anthony Fayos (habituel défenseur central) est titularisé avant-centre lors d'un match. Il signe un doublé et son équipe l'emporte 2-0.
En janvier 2011, Anthony Fayos revient dans l'Hérault et rejoint la Grande Motte après six mois passé sous les couleurs de la réserve de l'AC Arles-Avignon. À la fin de la saison, Fayos rejoint le FC Sète 34 en Division d'Honneur avec qui il est champion régional au terme de la saison 2011-12.

### Beach soccer
En 2010, Anthony Fayos connait sa première sélection en équipe de France de beach soccer où il est appelé par Éric Cantona. L'année suivante il participe à la 4e édition du Tampon Festisable organisée sur l’Ile de la Réunion. En février 2012, Anthony Fayos est convoqué en équipe de France pour une tournée à Tahiti.
Sur la saison 2013, il est le 3e meilleur buteur de l'équipe de France.

## Palmarès
- FC Sète 34
  - Champion de Division d’Honneur du Languedoc en 2012
  - Champion de CFA 2 Groupe E en 2014
- Équipe de France de beach soccer :
  -  3e des Jeux méditerranéens de plage : 2019

## Statistiques
| Saison                | Club                      | Championnat           | Championnat | Championnat | Coupe(s) nationale(s) | Coupe(s) nationale(s) | Total | Total |
| Saison                | Club                      | Division              | M.          | B.          | M.                    | B.                    | M.    | B.    |
| 2009-2010             | AS Latte                  | DHE                   | -           | -           | 2                     | 1                     | 2     | 1     |
| 2010                  | AC Arles-Avignon B        | ?                     | 6           | -           | -                     | -                     | 6     | 0     |
| 2011                  | FCP Grande-Motte Littoral | DHR                   | -           | -           | -                     | -                     | 0     | 0     |
| 2011-2012             | FC Sète 34                | DH                    | 10          | 1           | 1                     | -                     | 11    | 1     |
| 2012-2013             | FC Sète 34                | CFA2                  | 17          | -           | 1                     | -                     | 18    | 0     |
| 2013-2014             | FC Sète 34                | CFA2                  | 20          | -           | 3                     | -                     | 23    | 0     |
| 2014-2015             | FC Sète 34                | CFA                   | 20          | -           | 1                     | -                     | 21    | 0     |
| 2015-2016             | FC Sète 34                | CFA                   | 20          | -           | -                     | -                     | 20    | 0     |
| 2016-2017             | AS Latte                  | R1                    | -           | -           | -                     | -                     | 0     | 0     |
| 2017-2018             | AS Latte                  | R1                    | -           | -           | -                     | -                     | 0     | 0     |
| 2018-2019             | AS Latte                  | R1                    | -           | -           | -                     | -                     | 0     | 0     |
| 2019-2020             | AS Latte                  | R1                    | -           | -           | -                     | -                     | 0     | 0     |
| Total sur la carrière | Total sur la carrière     | Total sur la carrière | 68          | 1           | 8                     | 1                     | 76    | 2     |